# 东河镇 (东方市)
东河镇是中华人民共和国海南省东方市下辖的一个镇。

## 行政区划
东河镇下辖以下村级行政区划单位：
东方村、冲南村、土新村、土蛮村、旧村、东新村、东风村、西方村、中方村、佳西村、亚要村、玉龙村、万丁村、佳头村、广坝村、南浪村、俄贤村、金炳村和苗村。